# Derechos positivos y negativos
Los derechos positivos y negativos son derechos que obligan a una acción (derechos positivos) o a una inacción (derechos negativos ).
Estas obligaciones pueden ser de carácter legal o moral. La noción de derechos positivos y negativos también puede aplicarse a los derechos de libertad.

## Ejemplo
Para tomar un ejemplo que involucre a dos partes en un tribunal de justicia: Adrián tiene un derecho negativo a equis en contra de Clay si y solo si se le prohíbe a Clay actuar de alguna manera respecto de equis. Por el contrario, Adrián tiene un derecho positivo a equis en contra de Clay si y solo si  Clay está obligado a actuar de alguna manera respecto de equis. 
Los derechos considerados negativos pueden incluir derechos civiles y políticos tales como libertad de expresión, vida, propiedad privada, medio ambiente, libertad de religión, Habeas Corpus, un juicio justo y libertad de la esclavitud.
Los derechos considerados positivos, tal como lo propuso inicialmente en 1979 el jurista checo Karel Vašák, pueden incluir otros derechos civiles y políticos, como la protección de la persona y la propiedad de la policía y el derecho a un abogado, así como derechos económicos, sociales y culturales como la alimentación, vivienda, educación pública, empleo, seguridad nacional, militar, atención médica, seguridad social, acceso a Internet y un nivel de vida mínimo. En el concepto de las Tres generaciones de derechos humanos, los derechos negativos a menudo se asocian con la primera generación de derechos, mientras que los derechos positivos se asocian con la segunda y la tercera generación.